# Kalbiten
Die Kalbiten (arabisch بني كلب, DMG Banī Kalb) waren eine muslimische Dynastie auf Sizilien, die dort – mit einer kurzen Unterbrechung von 1036 bis 1040 – von 948 bis 1053 über das Emirat von Sizilien herrschte.

## Geschichte

### Aufstieg
Im Rahmen innerer Auseinandersetzungen im Byzantinischen Reich  landeten 827 die Aghlabiden aus Ifrīqiya/Tunesien mit 10.000 Mann unter Asad ibn al-Furāt bei Marsala auf Sizilien. Da der Angriff auf Syrakus scheiterte, begann die langandauernde Eroberung der Insel. So wurde Palermo 831 erobert. Die neue Hauptstadt Syrakus fiel 878, und erst 902 wurde mit Taormina der letzte byzantinische Stützpunkt erobert. Gleichzeitig fanden ausgedehnte Raubzüge durch weite Teile Süditaliens statt, wobei in Tarent und Bari sogar eigene Emirate gegründet wurden. Während dieser Zeit fanden unter den Muslimen ständig Machtkämpfe um die Herrschaft statt. Nominell unterstand die Insel der Herrschaft der Aghlabiden und später der Fatimiden.
Isma`îl al-Mansûr (* 913; † 953), der dritte fatimidische Kalif, setzte nach der Niederschlagung des von Abu Yazid in Nordafrika geführten Aufstands und von bürgerkriegsähnlichen Unruhen in Sizilien 948 Hassan al-Kalbi als Gouverneur der Insel ein. Diesem gelang es, seine Herrschaft als Emir zu stabilisieren, eine Dynastie zu begründen und byzantinische Angriffe abzuwehren. Auch gelang es ihm und seinen Nachfolgern, ihr Emirat immer unabhängiger von Ifriqiya zu machen, besonders nachdem die fatimidischen Kalifen ihren Sitz 973 von Ifriqiya nach Kairo verlegten. Zwar hatten die Fatimiden ihren Vasallen Buluggin ibn Ziri (971–984) als Vizekönig in Ifriqiya eingesetzt, aber da sie ihre Flotte mit nach Ägypten genommen hatten, ging die Kontrolle über die Kalbiten in Sizilien verloren.

### Blüte
Auch unter den Kalbiten wurden die Raubzüge nach Italien bis zu Beginn des 11. Jahrhunderts fortgesetzt, wobei 982 ein deutsches Heer unter Otto II. in der Schlacht am Kap Colonna bei Crotone in Kalabrien von Emir Abu al-Qasim vernichtend geschlagen wurde, obwohl der Emir selbst in der Schlacht fiel.
Unter den Kalbiten war Sizilien mit Palermo ein bedeutendes wirtschaftliches Zentrum der Mittelmeerwelt und ein Zentrum des Islam in Italien. So führten die Muslime Zitronen, Bitterorangen, Zuckerrohr, Baumwolle und Maulbeerbäume für die Seidenraupenzucht ein und bauten die Bewässerungsanlagen für die Landwirtschaft aus. Auch hatte Sizilien als Drehscheibe für den Handel zwischen dem Nahen Osten, Nordafrika und den italienischen Seerepubliken wie Amalfi, Pisa und Genua große Bedeutung. Palermo entwickelte sich zu einem der Haupthandelsplätze im westlichen Mittelmeer, und die vielfältigen Bedürfnisse der schnell wachsenden Stadt beflügelten die dichte Besiedlung ihres Hinterlands. Dies geschah zum Teil mit zwangsweise umgesiedelten Sizilianern, aber auch mit Strömen von islamischen Einwanderern aus dem von Dürren und Hungersnöten heimgesuchten Nordafrika und im 11. Jahrhundert auch aus dem iberischen Al-Andalus. Hinzu kamen auch viele aus Nordafrika deportierte Berber, die zur Strafe für ihren dortigen Widerstand gegen die Fatimiden auf Sizilien verstreut angesiedelt wurden. Um die Mitte des 11. Jahrhunderts, so Schätzungen, lebten etwa eine halbe Million Muslime auf Sizilien, vor allem im Westen der Insel.

### Niedergang
Mit Yusuf al-Kalbi (990–998) begann der Niedergang der Dynastie, da er die Regierung seinen Söhnen überlassen musste und die Ziriden aus Ifriqiya in Sizilien intervenierten. Unter al-Akhal (1017–1037) verschärften sich die dynastischen Auseinandersetzungen, wobei sich die Parteien mit Byzanz bzw. den Ziriden verbündeten. Von 1036 bis 1040 gelang es dem Ziriden Abdallah, die Macht an sich zu reißen und damit die Herrschaft der Kalbiten kurzzeitig zu unterbrechen. Auch wenn die Ziriden sich auf Sizilien nicht dauerhaft festsetzen konnten, zerfiel unter dem letzten Kalbiten, Hasan as-Samsam (1040–1053), das sizilische Emirat in mehrere kleine Fürstentümer. Nach dem Aussterben der Kalbiten im Jahre 1053 landeten 1061 die süditalienischen Normannen unter Roger I. auf Sizilien und begannen mit der Eroberung der Insel, die 1091 abgeschlossen wurde. Die Muslime konnten im Land bleiben und spielten in Verwaltung, Heer und Wirtschaft des Normannenreichs bis ins 12. Jahrhundert noch eine bedeutende Rolle.

## Kalbitische Herrscher von Sizilien
- Hassan al-Kalbi (948–954), † 964
- Ahmad ibn Hassan (954–969), Sohn von Hassan al-Kalbi
- Abu l-Qasim (969–982), Sohn von Ahmad ibn Hassan
- Dschabir al-Kalbi (982–983)
- Dschafar al-Kalbi (983–985)
- Abd-Allah al-Kalbi (985–989)
- Yusuf al-Kalbi (989–998)
- Dscha'far al-Kalbi (998–1019)
- al-Achal (1019–1037)

- Zwischenspiel: Abdallah (1037–1040), (Ziriden)

- Hasan as-Samsam (1040–1053)